# Veintitrés
El veintitrés (23) es el número natural que sigue al 22 y precede al 24.

## Matemáticas
- Es el 9.º número primo, después de 19 y antes de 29.[1]
- 4.º número primo feliz.
- 5.º  primo de Eisenstein sin parte imaginaria y parte real de la forma 3 n  - 1.
- Los problemas de Hilbert conforman una lista de 23 problemas matemáticos.
- 5.º número primo de Sophie Germain.
- 1.º número primo de Pillai.
- En la lista de números afortunados, 23 aparece dos veces.
- Según la paradoja del cumpleaños, en un grupo de 23 (o más) personas elegidas al azar, la probabilidad es más del 50% de que algunos de ellos tengan el mismo día de cumpleaños.
- 3.º número primo de Woodall.
- Forma un triplete de números primos sexys (17, 23, 29).
- 8.º primo regular.
- 23  tiene la distinción de ser uno de los dos enteros que no se pueden expresar como la suma de menos de 9 cubos de enteros positivos (el otro es 239 ). Ver el problema de Waring.
- 4.º número primo de Thabit.
- Número de Størmer.

## Química
- El 23 es el número atómico del vanadio.
- La notación científica para la constante de Avogadro se escribe como 6.022 141 79 (30) × 10 23  mol −1.

## Astronomía
- El eje de la tierra está inclinado  aproximadamente 23.º
- Objeto astronómico del catálogo Messier M23 es un cúmulo abierto en la constelación de Sagitario.
- Objeto astronómico del Nuevo Catálogo General NGC 23 es una galaxia espiral ubicada en la constelación de Pegaso.

## Obras
- El 23 es el número de seres "amarillo" descritos en la obra de Albert Espinosa, El mundo amarillo.[cita requerida]